# دموکراسی مشارکتی
دموکراسی مشارکتی شکلی از حکومت است که در آن شهروندان به‌جای نمایندگان منتخب، به‌طور فردی و مستقیم در تصمیم‌گیری‌های سیاسی که بر زندگی آنها تأثیر می‌گذارد، مشارکت می‌کنند. در این الگو از دموکراسی عناصری از دموکراسی مستقیم و دموکراسی نیابتی ترکیب شده‌اند.

## بررسی اجمالی
دموکراسی مشارکتی نوعی دموکراسی است که نوعی حکومت نیز به‌شمار می‌رود. اصطلاح «دموکراسی» از عبارت یونانی δημοκρατία ریشه گرفته‌است (dēmokratia) (δῆμος/ دموس: مردم، Κράτος/ کراسی: حکومت). دموکراسی دو نوع اصلی دارد، دموکراسی مستقیم و نیابتی. در نوع اول، مردم اختیار مشورت و تصمیم‌گیری در مورد قانون را دارند. در دومی، مقامات حکومتی منتخب مردم این کار را انجام می‌دهند. در حالی که انواع اولیهٔ دموکراسی از نوع مستقیم بودند، امروزه گسترده‌ترین نوع دموکراسی نسخهٔ نبابتی آن است.
مشارکت عمومی، در این زمینه، به معنای دخالت عمومی در فعالیت‌های سیاسی است. این می‌تواند شامل هر فرآیندی باشد که به‌طور مستقیم مردم را در تصمیم‌گیری درگیر می‌کند. اینکه تا چه حد مشارکت سیاسی باید ضروری یا مناسب تلقی شود در فلسفه سیاسی مورد بحث است.
دغدغهٔ اصلی دموکراسی مشارکتی این است که شهروندان فرصت مشارکت را در تصمیم‌گیری‌هایی که بر زندگی آنان تأثیر می‌گذارد داشته باشند. این ایده‌ای جدید نیست و اشکال مختلف آن از زمان دموکراسی آتنی موجود بوده‌است. نظریهٔ مدرن دموکراسی مشارکتی توسط ژان ژاک روسو در قرن هجدهم ارائه شد و بعدها توسط جان استوارت میل و جرج داگلاس هوارد کول توسعه یافت. این نظریه‌پردازان معتقد بودند مشارکت سیاسی عنصری جدایی‌ناپذیر از یک جامعهٔ عادلانه است. در اوایل قرن بیست و یک، دموکراسی مشارکتی به‌طور گسترده مورد مطالعه و آزمایش قرار گرفته‌است که به ایده‌های نهادگرایانهٔ گوناگونی مانند «بودجه‌بندی مشارکتی» ختم شده‌است.